# Huelgas Ensemble
 (décembre 2020).
Si vous disposez d'ouvrages ou d'articles de référence ou si vous connaissez des sites web de qualité traitant du thème abordé ici, merci de compléter l'article en donnant les références utiles à sa vérifiabilité et en les liant à la section « Notes et références ».
Le Huelgas Ensemble est un groupe vocal et instrumental belge de musique ancienne, fondé en 1971 par son directeur, Paul Van Nevel et spécialisé dans l'interprétation de musique médiévale (à partir du XIIIe siècle), de musique de la Renaissance et des débuts de la musique baroque. Il est principalement connu pour ses interprétations de polyphonies du répertoire de l'école franco-flamande.
Fondé par son directeur, Paul Van Nevel, au cours de ses activités à la Schola Cantorum de Bâle, le groupe tient son nom du célèbre recueil Codex Las Huelgas, l'une des sources musicales les plus importantes du XIIIe siècle.

## Membres
Au cours des années, l'ensemble a compté parmi ses membres de nombreux interprètes prestigieux, parmi lesquels on peut citer : 
- Voix: Katelijne van Laethem (soprano), Carol Schlaikjer (soprano), Marie Claude Vallin (soprano), Nancy Long (soprano), Ingrid Smit Duyzentkunst (soprano), Axelle Bernage (soprano), Sabine Lutzenberger (soprano), Poline Renou (soprano), Els Van Laethem (soprano), Michaela Riener (soprano), Olivier Coiffet (ténor), Bernd Oliver Fröhlich (tenor), Achim Schulz (tenor), Terry Wey (contre-tenor), John Dudley (ténor), Otto Rastbichler (ténor), Angus Smith (ténor), Marius van Altena (ténor), Stephan Van Dyck (ténor), Ibo van Ingen (ténor), Éric Mentzel (ténor), Eitan Sorek (ténor), Harry van Berne (ténor), Matthew Vine (ténor), Josep Benet (ténor), Willem Ceuleers (basse), Kees Jan de Koning (basse), Lieven de Roo (basse), Peter Dijkstra (basse), Stephan MacLeod (basse), Harry van der Kamp (basse), Philippe Cantor (basse), Jo Gulinck (basse), Claudio Cavina (alto), Pascal Bertin (contre-ténor), Rannveig Sigurdardottir (contre-ténor), Lieven Termont (baryton), Marius van Altena (baryton) Marc Busnel (basse), Tim Whiteley (basse), Joel Frederiksen (basse), Guillaume Olry (basse), Marnix De Cat (contre-ténor), Frederik Sjollema (basse)
- Instrumentistes: Wim Becu (sacqueboute), Cas Gevers (Sacqueboute), Harry Ries (Sacqueboute), Symen van Mechelen (Sacqueboute), Willem Bremer (bombarde, cornet), Nils Ferber (shawm, cromorne, bombarde), Christine Frantzen (luth, vihuela), Marcel Onsia (orgue, Sacqueboute), Alain Sobczak (shawm, bombarde, cromorne), René Van Laken (rebec, vielle, bombarde), Marion Verbruggen (cornet), Howard Weiner (sacqueboute) et le chef de l'ensemble lui-même Paul Van Nevel (flûtes, bombarde, échiquier, orgue)

## Prix et récompenses
L'ensemble a reçu de nombreuses récompenses, parmi lesquelles on peut citer :
- 1994 - Prix in Honorem de l'Académie Charles Cros
- 1996 - Diapason d’Or de l’année
- 1997 - Prix allemand Echo Deutscher Schallplattenpreis
- 1998 - Cannes Classical Award

## Discographie

### Labels divers
- 1978 - Musique à la Cour de Chypre (1192-1489). (LP). Alpha DB 264.
- 1978 - Netherlands Renaissance. De Monte, Lassus, Nörmiger, White. (LP). Sony "Seon" 60705.
- 1978 - Motets Wallons. Motets, Conductus et Pièces Instrumentales. (LP). Musique en Wallonie MW 29.
- 1979 - Ars Moriendi. (LP). Alpha 34.
- 1977 - Le Chansonnier de Paris.  (LP). Alpha 260.
- 1982 - La Favola di Orfeo. Sony Classical "Seon" SB2K 60095 (2 CD).
- 1984 - Johannes Ciconia: Œuvre intégrale. Pavane 7345.
- 2000 - Musica aldersoetste Konst [enregistrement de 1985]. Polyphonic songs from the Low Countries. Klara MMP 013.
- 2002 - Andrea Gabrieli : Penitential Psalms, Netherlands Chamber Choir en collaboration avec les Instrumentalists du Huelgas Ensemble, Globe 5210.
- 2014 - La Oreja de Zurbarán. Cypres Records CYP1669.
- 2015 - Antoine Brumel : Mass Sequentia "dies irae, Mis
- 2015 - Wolfgang Rihm : Et Lux, ECM.
- 2015 - L'Héritage de Petrus Alamire, Cypres Record.

### Pour Deutsche Harmonia Mundi
- 1988 - O cieco mondo. The Italian Lauda, c.1400-1700. DHM RD77865.
- 1990 - Cypriano de Rore: Passio Domini nostri Jesu Christi secundum Johannem. DHM 7994.
- 1990 - Cypriot Advent Antiphons. Anonymus C.1390. DHM RD77977.
- 2009 - La Poesia Cromatica. Michelangelo Rossi. DHM[1]
- 2010 - PraeBACHTorius. DHM
- 2011 - The Art of the Cigar. DHM.
- 2012 - Jacob Clement. DHM.
- 2012 - The Eton Choirbook. DHM.
- 2014 - The Treasures of Claude Le Jeune. DHM.
- 2014 - Mirabile Mysterium - A European Christmas Tale, DHM.
- 2015 - Le Mystère de "Malheur me bat". DHM.
- 2016 - Firminus Caron - Twilight of the Middle Ages, DHM.
- 2016 - The Mirror of Claudio Monteverdi, DHM.
- 2017 - The Ear of the Huguenots, DHM.

### Pour Sony collectionVivarte
- 1989 - La Dissection d'un Homme armé. Six Masses after a Burgundian Song. Sony Classical Vivarte SK 45860.
- 1990 - Antoine Brumel: Missa Et ecce terrae motus. Sequientia Dies irae. Sony Classical Vivarte SK 45860.
- 1991 - In morte di Madonna Laura. Madrigal cycle after texts of Petrarch. Sony Classical Vivarte SK 48942.
- 1991 - Mateo Flecha el Viejo: Las Ensaladas. El Fuego, La Negrina, La Justa. Sony Classical Vivarte SK 46699.
- 1991 - Febus Avant!. Music at the Court of Gaston Febus. Sony Classical Vivarte SK 48195.
- 1991 - Italia mia. Musical Imagination in the Renaissance. Sony Classical Vivarte SK 48065.
- 1992 - Michael Praetorius: Magnificat. Aus tiefer Not; Der Tag vertreibt Sony Classical Vivarte SK 18039.
- 1993 - Nicolas Gombert: Music from the Court of Charles V. Motets. Chansons. Mass for 6 Voices. Sony Classical Vivarte SK 48249. (récompense: Diapason d'Or)
- 1993 - Music at the Court of king Janus of Nicosia. Ars subtilior del siglo XIV. Sony Classical Vivarte SK 53976.
- 1993 - Orlando di Lassus: Lagrime di San Pietro. Sony Classical Vivarte SK 53373.
- 1993 - Codex Las Huelgas. Music from 13th Century Spain. Sony Classical Vivarte SK 53341.
- 1993 - João Lourenço Rebelo : Vesper Psalms and Lamentations. Sony Classical Vivarte SK 53 115.
- 1994 - Cançóes, Vilancicos e Motétés Portugueses: Séculos XVI-XVII. Sony Classical Vivarte SK 64 305.
- 1994 - Costanzo Festa: Magnificat; Mass Parts; Motets; Madrigals. Sony Classical Vivarte SK 53116.
- 1994 - Jacobus Gallus: Opus musicum. Missa super "Sancta Maria". Sony Classical Vivarte SK 64305.
- 1994 - Utopia Triumphans. Sony Classical Vivarte SK 66261.
- 1995 - Matthaeus Pipelare: Missa L'homme armé. Chansons. Motets. Sony Classical Vivarte SK 68258.
- 1995 - Claude Le Jeune: Le printemps. Sony Classical Vivarte SK 68259.
- 1996 - Pierre de Manchicourt: Missa Veni Sancte Spiritus. Motets. Chansons. Sony Classical Vivarte SK 62694.
- 1996 - Perusio: Virelais, Ballades, Caccia. Sony Classical Vivarte SK 62928.
- 1997 - Tears of Lisbon. 16th Century Arts Songs / Traditional Fado. Sony Classical Vivarte SK 62256.
- 1997 - La Pellegrina. Música para los esponsales de Ferdinando de Medici y Christine de Loraine, Princesa de Francia. Sony Classical Vivarte S2K 63362.
- 1998 - Alexander Agricola: A Secret Labyrinth. Sony Classical Vivarte SK 60760.

### Pour Harmonia Mundi
- 1999 - Lamentations de la Renaissance. Musica super Threnos Ieremiae prophetein maiori hebdomada decantadas à 5 Feria V. In coena Domini. Tiburtio Massaino. Harmonia Mundi 901682. (récompenses: Diapason d'or, recommandé par Classica, Excepcional de Scherzo).
- 2000 - Guillaume Dufay : O Gemma Lux. Intégrale des motets isorythmiques. Harmonia Mundi 901700. (récompenses: Choc du Monde de la Musique, Recommandé par Classica).
- 2000 - Christophorus Demantius: Vêpres de Pentecoste. Harmonia Mundi 901705. (récompenses: Recommandé par Classica, Excepcional de Scherzo).
- 2001 - Annibale Padovano : Messe à 24 voix. Harmonia Mundi 901727.
- 2001 - Le Chant de Virgile (les poètes de l'antiquité dans la musique de la renaissance). Harmonia Mundi 901739. (récompenses: Diapason d'Or, Recommandé par Classica, 10 de Répertoire).
- 2002 - Cipriano de Rore : Missa Praeter rerum seriem. Madrigaux et motets. Harmonia Mundi 901760. (récompenses: Recommandé par Classica, 10 de Répertoire, Choc du Monde de la Musique, Classics Today, Editor's Choice Grampohone).
- 2003 - Jean Richafort : Requiem (in memoriam Josquin Desprez) à 6 voix, motets. Harmonia Mundi 901730. (récompenses: Diapason d'Or, Recommandé par Classica, 10 de Répertoire, Luister).
- 2003 - Costanzo Festa : La Spagna. 32 contrapunti. (SACD) Harmonia Mundi 801799. (récompenses: 10 de Répertoire, Choc du Monde de la Musique).
- 2004 - Orlandus Lassus: Il Canzoniere di Messer Francesco Petrarca. Harmonia Mundi 901828. (récompenses: 10 de Répertoire, Edison Classical Music Award).
- 2005 - Alfonso Ferrabosco "Il Padre": Psaume 103. Motets et chansons. Harmonia Mundi 901874. (récompenses: 10 de Répertoire, Classics Today).
- 2005 - Jacobus de Kerle: "Da Pacem Domine" Messes & Motets. Harmonia Mundi 901866.
- 2006 - A 40 voix. (SACD). Harmonia Mundi 801954.
- 2007 - La Quinta essentia. Harmonia Mundi 901922.